# Ardatov (Mordvinföld)
Ardatov (oroszul: Ардатов, erza nyelven Орданьбуе) város Oroszországban, Mordvinföldön, az Ardatovi járás székhelye.
Lakossága: 9400 fő (a 2010. évi népszámláláskor).

## Elhelyezkedése
Mordvinföld északkeleti részén, a köztársasági fővárostól, Szaranszktól 114 km-re, az Alatir (a Szura mellékfolyója) déli, jobb partján fekszik. Az északi part mentén nagy erdőségek húzódnak. Az azonos nevű vasútállomás 11 km-re van, a Szaranszk–Kazany vasúti fővonalon.

## Története
A mai város helyén egykor kis mordvin falu állt. Írott forrás 1624-ben említ egy itteni települést, ahonnan a lakók egy része elköltözött. A régi helyen új települést alapítottak, melyet  1671-ben Ardatova néven említenek. A név az első lakosok egyike, a mordvin Ardat, Ordat nevéből származik. 1686-ban (vagy 1687-ben) temploma épült (Troickij-, vagyis Szentháromság-templom), ettől kezdve egy  ideig Novotroickoje volt a falu neve. 1780-ban Ardatov néven városi címet kapott.
Az első, fából emelt templomot 1769-ben téglaépítésű templommal váltották fel. Második, Szent Miklós-templomát 1809-ben szentelték fel. Az 1870-es években új, magasra nyúló harangtornyot építettek, együtt mindkét templom számára.
Ardatov helytörténeti múzeuma 1975 óta működik. 1990-ben költözött a városközpontban lévő mai helyére. Ez volt az első téglaépítésű emeletes épület a városban (1781), ma műemlék. Falai között hivatal, bíróság és természetesen börtön is működött.
A szomszédos településen, a várostól 4 km-re lévő Turgenyevóban jelentős iparvállalat üzemel.